# Saint-Angeau
Saint-Angeau è un comune francese di 693 abitanti situato nel dipartimento della Charente, nella regione della Nuova Aquitania.

## Società

### Evoluzione demografica
Abitanti censiti